# Liisi Koikson

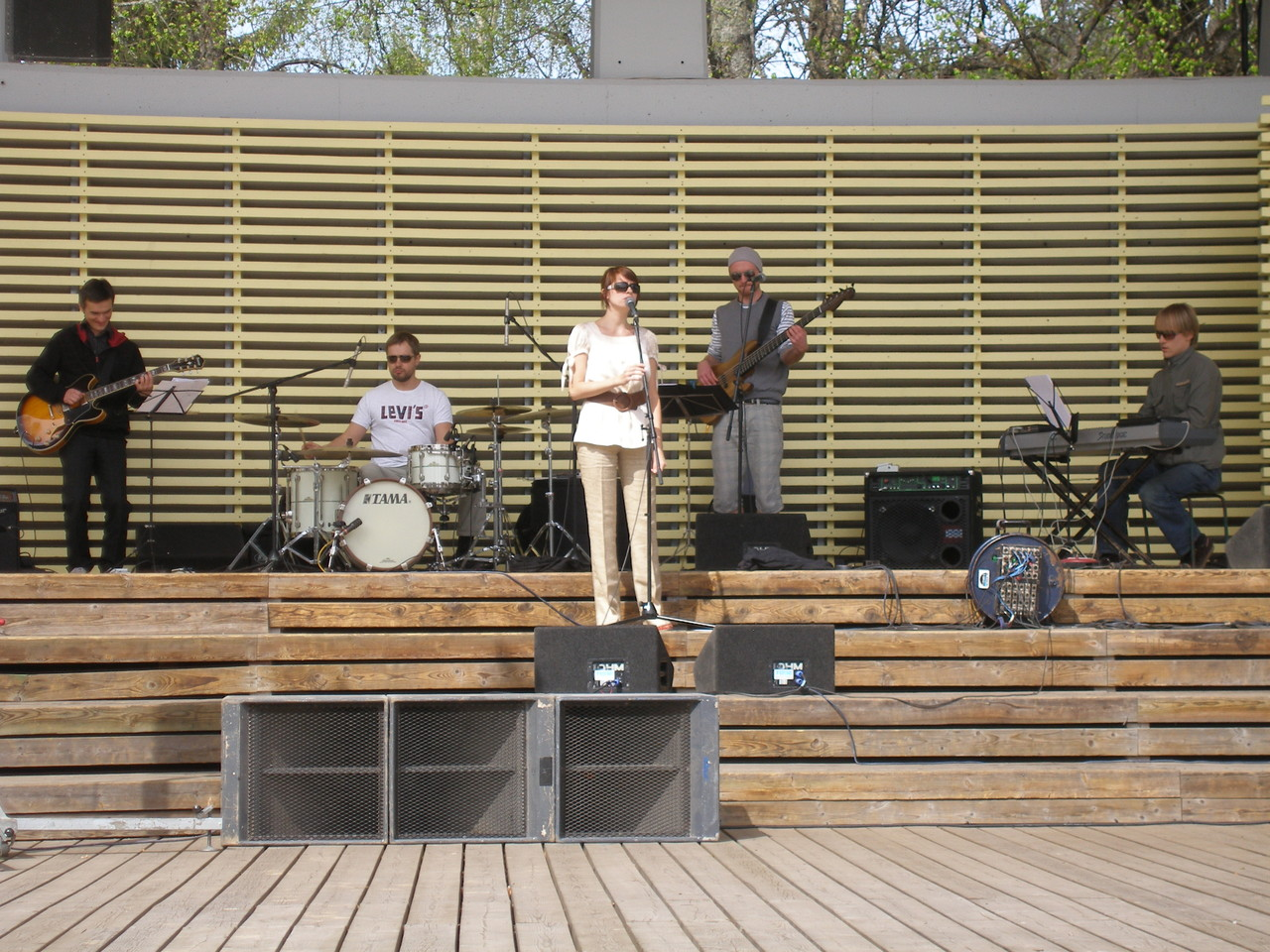
Liisi Koikson und ihre Band im Jahr 2009

Liisi Koikson (* 4. Juni 1983 in Kilingi-Nõmme) ist eine estnische Sängerin.

## Leben und Wirken
Liisi Koikson schloss das Gymnasium ihrer estnischen Heimatstadt Kilingi-Nõmme sowie die staatliche Georg-Ots-Musikakademie (Georg Otsa nimeline Tallinna Muusikakool) in Tallinn ab. Von 2011 bis 2014 studierte sie an der Tech Music School (University of West London) in London, wo sie einen Bachelor-Abschluss erlangte. 
Bereits im Alter von acht Jahren war Koikson erstmals im Fernsehen zu sehen. Sie nahm später an zahlreichen estnischen Musikwettbewerben teil, unter anderem am Nachwuchswettbewerb des estnischen Fernsehens Laulukarussel (bei dem sie zwei Mal den ersten Platz belegte), dem Raimond-Valgre-Gesangswettbewerb, an Estvokaal und am estnischen Vorentscheid zum Eurovision Song Contest. Mit elf Jahren nahm Liisi Koikson 1994 am 37. Zecchino d’Oro teil;  mit Se voglio (original: Sõit pilvelaeval) gewann sie dort den zweiten Preis für Lieder aus dem Ausland (Zecchino d’Argento Canzoni Straniere). Beim Eurovision Song Contest 2002 in Tallinn war sie Background-Sängerin für Malta.
Koikson trat als Sängerin in zahlreichen Musicals in Estland auf, unter anderem in Evita, Aida, The Sound of Music, Grease, Miss Saigon und Jesus Christ Superstar. Daneben ist sie eine erfolgreiche (Solo-)Sängerin und Liedermacherin des Landes. Zahlreiche ihrer Einspielungen landeten in den oberen Plätzen der estnischen Hitparade. 2003 und 2005 wurde sie zur „Künstlerin des Jahres“ gewählt. Sie interpretiert Lieder aus unterschiedlichen Genres, von Singer-Songwriter über Jazzstandards und energiegeladene Popsongs bis zu traditionellen estnischen Liedern. Mit ihrem Quartett trat sie in Deutschland 2022 bei JazzBaltica auf.
2008 war Koikson als weibliche Hauptdarstellerin in dem estnischen Spielfilm Detsembrikuumus unter der Regie von Asko Kase zu sehen.

## Solo-Alben
- The Gemini Diaries (2002)
- Liisi Koikson (2003)
- Maailma kaunimad jõululaulud (Weihnachtslieder, 2003)
- Väike järv (2005)
- Väikeste asjade võlu (2007)
- Ettepoole (2010)
- Vaikne Esmaspäev (2013)
- Liisi Koikson & Raivo Tafenau Band: Õhtu Rannal (2013)
- Coffee for One (EP, 2017)